# Estación de Aranda de Duero-Chelva
Aranda de Duero-Chelva es una estación de ferrocarril situada en el municipio español de Aranda de Duero, en la provincia de Burgos. Las instalaciones, que estuvieron operativas entre 1895 y 1985, formaban parte de la línea Valladolid-Ariza. Fue una de las principales estaciones de este trazado, llegando a disponer el complejo ferroviario de un depósito de locomotoras, talleres, almacenes de mercancías, etc. En la actualidad acoge la sede del Museo del Ferrocarril de Aranda de Duero. Durante algunos años coexistió en el municipio con otra estación, la de Aranda de Duero-Montecillo.

## Situación ferroviaria
Las instalaciones ferroviarias se encontraban situadas en el punto kilométrico 98,683 de la línea férrea de ancho ibérico Valladolid-Ariza, a 798 metros de altitud sobre el nivel del mar.

## Historia
La estación entró en servicio en 1895, junto al ferrocarril Valladolid-Ariza, construido por la compañía MZA. Aranda de Duero fue considerada desde sus inicios una de las estaciones más importantes de la línea y dispuso de un gran número de instalaciones, incluyendo talleres y depósitos para locomotoras. Prueba de ello es que para 1925 la dotación de Depósito contaba con 31 locomotoras. Su posición estratégica también le confirió un importante tráfico de pasajeros y mercancías. 
En 1941, con la nacionalización de los ferrocarriles de ancho ibérico, la estación pasó a manos de RENFE. Bajo la nueva compañía las instalaciones continuaron teniendo cierta importancia, si bien en 1965 el Depósito fue reclasicado como reserva de locomotoras. Desde 1968 coexistió con la estación de Aranda de Duero-Montecillo, perteneciente al ferrocarril directo Madrid-Burgos; debido a la existencia de esta nueva estación, el antiguo complejo de MZA pasó a llamarse «Aranda de Duero-Chelva». Con la progresiva desaparición de la tracción vapor RENFE concentró en esta estación el material más viejo para desguace, llegando a acumularse un gran número de material durante años. Al mismo tiempo, se acabaría eliminando la reserva de locomotoras. En 1985 las instalaciones de «Aranda de Duero-Chelva» fueron cerradas al servicio de viajeros junto al resto de la línea Valladolid-Ariza, limitándose desde entonces al tráfico de mercancías hasta que la línea fue clausurada definitivamente en 1994.
En la actualidad las antiguas instalaciones ferroviarias acogen la sede del Museo del Ferrocarril de Aranda de Duero.

## Características
La estación de Aranda de Duero, que tenía una consideración de 2.ª categoría, constituía una de las principales de la línea. El edificio de viajeros poseía unas dimensiones de 28,2 metros x 12 metros y contaba con diversas funciones: sala de espera, gabinete de circulación, administración, etc. También disponía de otras facilidades para viajeros, como una fonda o retretes públicos —de hecho, fue la única estación del tramo entre Valladolid y Aranda de Duero que dispuso de fonda—. Las instalaciones se veían completadas por otras de carácter más técnico, como una amplia playa de vías, muelles de carga para el tráfico de mercancías, depósitos de agua y aguadas, talleres y depósitos para locomotoras de vapor, un puente giratorio para mover las locomotoras, báscula, gálibo, etc.